# Communist Party of Australia (1996)
Die Communist Party of Australia (CPA) ist eine 1971 entstandene politische Partei in Australien. Sie vertritt einen marxistisch-leninistischen Standpunkt.
1971 als Socialist Party of Australia (SPA) gegründet, nahm sie 1996 ihren noch bis heute gültigen Namen an.

## Geschichte
Die Partei wurde 1971 von ehemaligen Mitgliedern der 1920 entstandenen CPA gegründet, welche mit der Politik der CPA hin zu einer linken sozialdemokratische Partei unzufrieden waren. Sie teilten so bspw. nicht die Kritik der CPA am Eingreifen der Sowjetunion während des Prager Frühlings 1968. Angeführt wurde diese Gruppe von Veteranen der Gewerkschaftsbewegung, wie Pat Clancy und Peter Symon, welcher der Generalsekretär bis zu seinem Tod im Dezember 2008 war. 1996 benannte sich die SPA in Communist Party of Australia um und erklärte sich damit zur Nachfolgeorganisation der 1991 aufgelösten Partei.

## Politische Positionen
Die CPA sieht die gegenwärtigen ökonomischen und sozialen Probleme Australiens als ein Ergebnis der kapitalistischen Entwicklung an und tritt daher für einen Wechsel der politischen Führung des Landes als auch einen Wandel hin zu einem sozialistischen Gesellschaftssystem als grundlegende Lösung ein. Dabei lässt sich die Partei von den Ideen des Marxismus-Leninismus leiten.
Die CPA tritt daher u. a. gegen die Privatisierung öffentlichem Eigentums, die Festsetzung von Preisen, Unternehmensgewinnen und Zinsraten durch die Regierung, die Aufhebung von Steuern auf Lebensmittel und Dienstleistungen, für die Ausweitung des öffentlichen Sektors, für Landrechte der Aborigines, für die Anhebung des Mindestlohns und der Renten, die Reduzierung der Wochenarbeitszeit sowie für den gleichen Lohn für Frauen ein.

## Parteipresse
Die CPA gibt die wöchentlich erscheinende Zeitung The Guardian sowie die Zeitschrift The Australian Marxist Review heraus.

## Wahlen
Einzelne Mitglieder der CPA kandidiertenbei Wahlen, allerdings mit wenig Erfolg. Michael Perth kandidierte 1998 und 2001 im Wahlkreis Port Adelaide für das Unterhaus, wobei er in beiden Wahlen weniger als 1 % der Stimmen erhielt.

## Persönlichkeiten
2009 wurde Vinicio Molina zum Parteivorsitzenden gewählt, ein in der Gewerkschaft Construction, Forestry, Mining and Energy Union in Western Australia Beschäftigter, der in Guatemala geboren wurde.